# Bartolomeu Jacinto Quissanga
Bartolomeu Jacinto Quissanga (23 november 1991) - alias Bastos - is een Angolees profvoetballer die doorgaans als verdediger speelt. Hij verruilde FK Rostov in augustus 2016 voor SS Lazio. Bastos debuteerde in 2011 in het Angolees voetbalelftal.

## Carrière
Bastos stroomde in 2010 door vanuit de jeugd van Petróleos Luanda. Dat verruilde hij in juli 2013 voor FK Rostov. Hiervoor speelde hij in de volgende seizoenen meer dan zeventig wedstrijden in de Premjer-Liga. Hij kwam met Rostov ook uit in de voorronden van zowel de UEFA Champions League als de Europa League. Hij was basisspeler toen de Russische ploeg in het seizoen 2015/16 twee punten achter CSKA Moskou eindigde in de strijd om het landskampioenschap, terwijl zijn ploeggenoten en hij een jaar eerder nog play-offs moesten spelen om degradatie te voorkomen.
Bastos verruilde FK Rostov in augustus 2016 voor SS Lazio.

## Interlandcarrière
Bastos debuteerde op 10 augustus 2011 in het Angolees voetbalelftal, in een oefeninterland tegen Liberia (0–0). Hij behoorde tot de Angelose selectie op het Afrikaans kampioenschap 2013 en het Afrikaans kampioenschap 2019.

## Erelijst
| Coppa Italia | 1x | 2018/19 |

1 Raul ·
2 Vitinho ·
4 Ponte ·
5 Barbosa ·
6 De Paula ·
7 Artur ·
9 Cruz ·
10 Savarino ·
11 Martins ·
12 John ·
13 Telles ·
15 Bastos ·
16 Fernandes ·
17 Freitas  ·
18 Kauê ·
19 Kayke ·
20 Barboza ·
21 Marçal ·
23 Rodríguez ·
24 Linck ·
25 Allan ·
26 Gregore ·
28 Newton ·
32 Cunha ·
33 Manoel ·
39 Mastriani ·
47 Jeffinho ·
57 Ricardo ·
66 Cuiabano ·
67 Yarlen ·
77 Lindes ·
99 Jesus ·
Coach: Paiva